# Белоусов, Виталий Александрович
Вита́лий Алекса́ндрович Белоу́сов  (род. 31 октября 1992, Каменск-Уральский, Свердловская область) — российский мотогонщик. Занимается гаревым спидвеем, мотогонками на льду, мотокроссом. Мастер спорта России международного класса. Чемпион Европы и мира среди юниоров по спидвею в командном зачёте, бронзовый призёр чемпионата Европы среди пар. Двукратный чемпион России в командном зачёте, бронзовый призёр в личном зачёте.

## Спидвей
Родом из Каменска-Уральского. Мотокроссом стал заниматься с 6 лет. Тренировался у Сергея Щербинина. Достижения: чемпион Европейского кубка Восточной зоны в классе 65 см3 2004 г., бронзовый призёр чемпионата России в классе 65 см3 2004 г., серебряный призёр чемпионата УрФо в классе 85 см3 2007 г. Также серебряный призёр Кубка России по эндуро 2008 г.
С 14 лет занимается гаревым спидвеем. Уже в 2007 году стал обладателем медалей Первенства России среди юношей: в классе 80 см3 — бронза командного первенства, в классе 125 см3 — золото командного первенства и бронза личного.
В 2008 году представлял Каменск-Уральский в юниорских соревнованиях (как в личном, так и в командном первенстве). В сезоне 2008 особенно стоит отметить победу команды Каменск-Уральского на четвёртом этапе КПРЮ (группа А), где Виталий Белоусов набрал 14 очков из 15.
В 2009 году дебютировал в КЧР в гонке Мега-Лады против Турбины 18 июня. В первом своем заезде допустил падение (3 заезд. Д.Иванов, Поважный, Локтаев, Белоусов-П), равно как и во втором (7 заезд: Э.Сайфутдинов, Локтаев, Карачинцев, Белоусов-ПИ). В третьем пришёл к финишу четвёртым (11 заезд: Э.Сайфутдинов, Гизатуллин, Д.Иванов, Белоусов). Встреча окончилась победой Турбины 28:62. Первое очко заработал в матче Восток — Мега-Лада 26 июня (3 заезд: 3. Гафуров, Д.Иванов, Белоусов, Тарасенко).
В 2010 и 2012 годах — сильнейший юниор Мега-Лады по СРЗ; становится одним из лидером юниорской сборной России по спидвею. В 2011 году добивается звания чемпиона Европы и мира в командном первенстве среди юниоров; бронзы чемпионата Европы среди юниоров в личном первенстве; в том же году останавливается в шаге от пьедестала Личного чемпионата России. В 2013 г. выиграл командные чемпионаты России как в юниорском, так и во взрослом зачётах. В 2014 г., в свой первый взрослый сезон, добился бронзы личного чемпионата страны и вновь выиграл с «Мега-Ладой» КЧР, став одновременно самым результативным гонщиком чемпионата.
С 2010 принимает участие в гонках 2ПЛ: в 2010 провел один матч за «Островию», в 2011 выступал за этот же клуб в течение сезона. В 2012, после повышения «Островии» в классе до 1ПЛ, остается во 2ПЛ — в «Колеяже» из Ополе. В 2013 г. провел 2 гонки за другой «Колеяж» — из Равича (1ПЛ), остаток сезона выступал в «Виктории» (Пила) (2ПЛ). Перед сезоном 2015 г. перешёл в клуб первой польской лиги — Ожель Лодзь.
Принимал участие также в гонках немецкой лиги.
С 2014 г. — член сборной России по спидвею на Кубке мира.
В 2015 г. клуб «Мункебо», за который Виталий провел 3 гонки в сезоне, стал победителем датской спидвейной лиги.
30 сентября в Тольятти в ходе Мемориала Анатолия Степанова допустил столкновение с гонщиком Артёмом Лагутой, которое привело к тяжёлой травме позвоночника. Угрозы жизни спортсмена нет, однако требуется длительная реабилитация для полного восстановления функций нижних конечностей. Гонщику было проведено две операции, предстоит третья.

### Среднезаездный результат
| Лига          | 2009            | 2010              | 2011            | 2012               | 2013               | 2014            | 2015            |
| ------------- | --------------- | ----------------- | --------------- | ------------------ | ------------------ | --------------- | --------------- |
| Флаг России   | 0,455 Мега-Лада | 1,847 Мега-Лада   | 1,844 Мега-Лада | 2,311 Мега-Лада    | 2,000 Мега-Лада    | 2,679 Мега-Лада | 2,229 Мега-Лада |
| (I)           | -               | -                 | -               | -                  | 1,000 Колеяж Равич | -               | 1,814 Ожель     |
| (II)          | -               | 1,000 Островия    | 2,053 Островия  | 1,841 Колеяж Ополе | 1,962 Виктория     | 2,049 Виктория  | -               |
| Флаг Украины  | -               | 0,000 СКА-Фаворит | -               | -                  | -                  | -               | -               |
| Флаг Германии | -               | -                 | -               | 2,000 Нордштерн    | 1,000 Нордштерн    | -               | 0,250 Нордштерн |
| Флаг Дании    | -               | -                 | -               | -                  | -                  | -               | 1,625 Мункебо   |

| - Чемпионат России по спидвею среди юношей в личном зачёте — 3 место (2007 — класс 125 см3, 2008) в командном зачёте — 1 место (2007 — класс 125 см3), 2 место (2008), 3 место (2007 — класс 80 см3) - Чемпионат России по спидвею среди юниоров: в личном зачёте до 19 лет — 2 место (2009), 3 место (2010) в личном зачёте до 21 года лет — 3 место (2013) в командном зачёте — 1 место (2013), 2 место (2009, 2011, 2012), 3 место (2010) в парном зачёте — 3 место (2009), 2 место (2010, 2012, 2013) - Чемпионат России по спидвею в личном зачёте — 3 место (2014) в командном зачёте — 1 место (2013, 2014), 2 место (2012), 3 место (2009, 2010, 2011, 2015) в парном зачёте — 1 место (2012), 2 место (2015), 3 место (2013, 2014) | Достижения на международных соревнованиях Юниорские соревнования ЛЧЕЮ — 8 место (2010), 3 место (2011) КЧЕЮ — 3 место в полуфинале (2010), 1 место (2011) , 1 место в полуфинале и отказ от участия в финале (2012) ЛЧМЮ — 10 место в полуфинале (2011), 12 место в полуфинале (2012), 9 место в полуфинале (2013) КЧМЮ — 1 место (2011) , 4 место (2012), 2 место в полуфинале (2013) Взрослые соревнования ЛЧЕ — 23 место (участвовал в 1 из 4 этапов в качестве резерва трека, 2013), 20 место (участвовал в 1 из 4 этапов по дикой карте, 2014), 21 место (участвовал в 1 из 4 этапов, 2015) ПЧЕ — 3 место (2014) , 2 место (2015) КЕЧ — не участвовал КЧМ — 12 место (2014), 7 место (2015) ЛЧМ — не участвовал |  |

## Мотогонки на льду
Ледовым спидвеем занимается с 15 лет. В сезоне 2008—2009 дебютировал в составе «Регионального центра» из Каменск-Уральского в КПРЮ (2 место) и ЛПРЮ (15 место).
Результаты последующих сезонов:
2009—2010: ЛЧР — 13 место в ¼, КПРЮ — 4 место, ЛЧРЮ — 8 место, ЛЧЕЮ — 16 место
2010—2011: ЛЧР — 12 место в 1/2, КПРЮ — 3 место, ЛЧРЮ — 17 место, Кубок МФР — 14